# Neuhaeusel
Neuhaeusel (elsässisch Neihisel, deutsch Neuhäusel) ist eine französische Gemeinde mit 390 Einwohnern (Stand 1. Januar 2021) im Département Bas-Rhin in der Europäischen Gebietskörperschaft Elsass und in der Region Grand Est (bis 2015 Elsass). Sie gehört zum Arrondissement Haguenau-Wissembourg und zum Gemeindeverband Pays Rhénan.

## Geografie

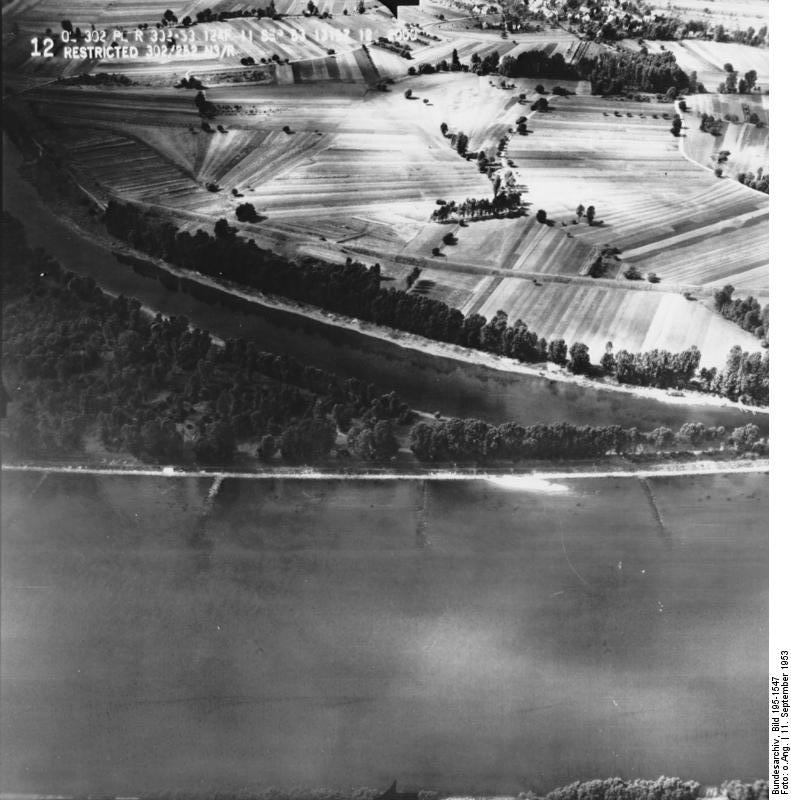
Das Rheinufer bei Neuhaeusel im September 1953 – in der Bildmitte die Moder

Die Gemeinde Neuhaeusel liegt etwa 22 Kilometer östlich von Haguenau und 35 Kilometer nordnordöstlich von Straßburg am linken Ufer des Rheins, in dessen Flussmitte die deutsch-französische Grenze verläuft. Der Dorfkern liegt einen Kilometer westlich des Rheins, geschützt durch einen zehn Meter hohen Deich. Unmittelbar westlich des Rheindeiches verläuft die Moder, die wenige hundert Meter nordöstlich von Neuhaeusel (in der Gemarkung Roppenheim) in den Rhein mündet. Auch die Moder ist eingedeicht. Im tischebenen, 114 bis 117 m über dem Meer gelegenen Gelände um Neuhaeusel bildet ein Abschnitt des Rheindeiches mit 126 m den höchsten Punkt im 3,1 km² umfassenden Gemeindegebiet. Charakteristisch in der flachen Landschaft sind schmale Mulden, die von ehemaligen Flussläufen geschaffen wurden (Giessen, Sauwoerthgraben). Bis zur Rheinbegradigung Mitte des 19. Jahrhunderts änderten die mäandrierenden Flüsse Rhein und Moder oft ihren Lauf und hinterließen zahlreiche Kies- und Schotterflächen. Im Südosten der Gemeinde befinden sich zwei mit Wasser gefüllte Kiesgruben. Um diese Gruben haben sich Reste von Auwäldern erhalten, die sonst wegen der Grundwasserabsenkung nach der Rheinbegradigung weitgehend verschwanden. Im Nordosten hat die Gemeinde Neuhaeusel einen kleinen Anteil an einer künstlich geschaffenen Rheininsel, die das linksrheinische Rheinkraftwerk Iffezheim von den rechtsrheinischen Schleusen der Staustufe Iffezheim trennt.
Nachbargemeinden von Neuhaeusel sind Roppenheim im Norden, Iffezheim (Deutschland) im Nordosten, Hügelsheim (Deutschland) im Osten sowie Fort-Louis im Süden und Westen.

## Geschichte
Neuhaeusel wurde wahrscheinlich Ende des 17. Jahrhunderts zur Zeit der Errichtung des nahegelegenen Forts Louis gegründet. Eine erste schriftliche Erwähnung datiert auf das Jahr 1725. Die frühen Bewohner von Neuhaeusel hatten einen entscheidenden Anteil am Bau der Vauban-Festung Fort-Louis, indem sie Ziegel und Fliesen produzierten und lieferten. Die Dorfkirche St. Lukas (Église Saint-Luc) wurde 1724 auf den Grundmauern einer alten Kapelle errichtet. 1801 gab es für den Ortsnamen noch die Schreibweise Neuhoeeusel.
Bis zur Mitte des 20. Jahrhunderts lebten die Bewohner des Dorfes vornehmlich von der Fischerei und von der Binnenschifffahrt.
| Jahr      | 1910 | 1962 | 1968 | 1975 | 1982 | 1990 | 1999 | 2006 | 2014 | 2021 |
| --------- | ---- | ---- | ---- | ---- | ---- | ---- | ---- | ---- | ---- | ---- |
| Einwohner | 245  | 206  | 210  | 216  | 239  | 269  | 274  | 344  | 357  | 390  |

Im Jahr 1800 wurde mit 165 Bewohnern die bisher niedrigste Einwohnerzahl ermittelt. Die Zahlen basieren auf den Daten von cassini.ehess und INSEE.

## Sehenswürdigkeiten
- Kirche St. Lukas (Église Saint-Luc)

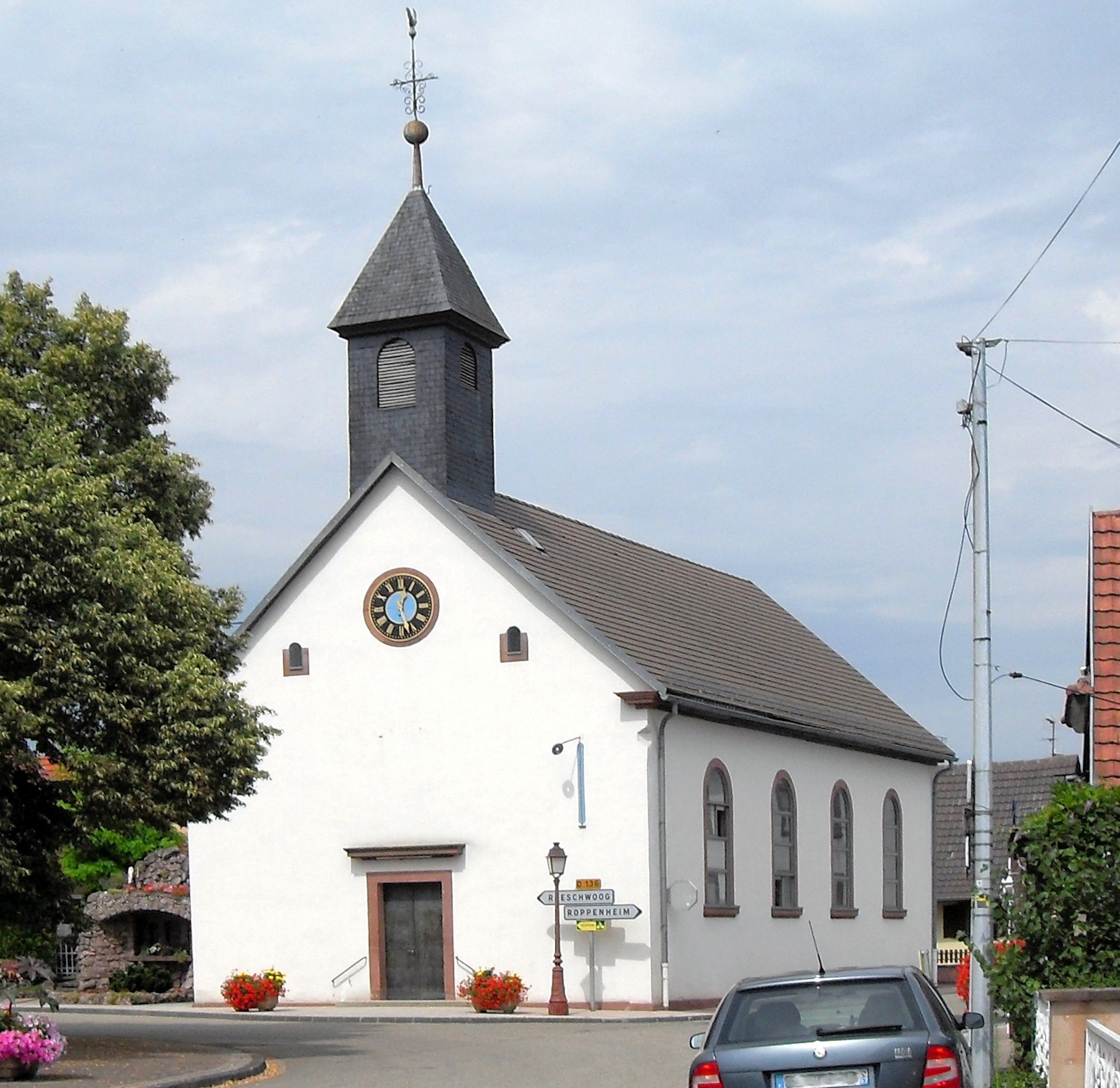
Kirche St. Lukas
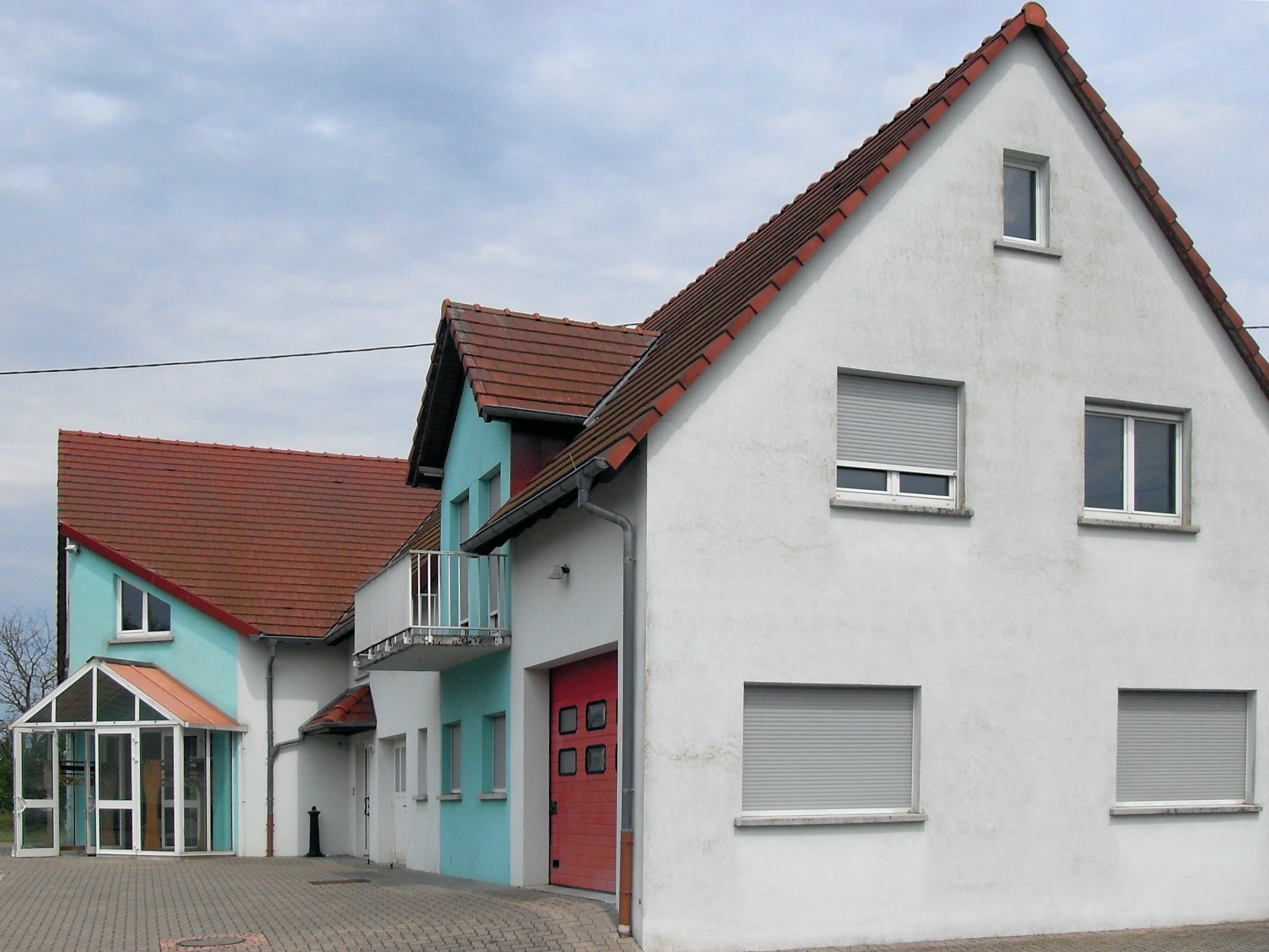
Gemeindesaal und Feuerwehrhaus
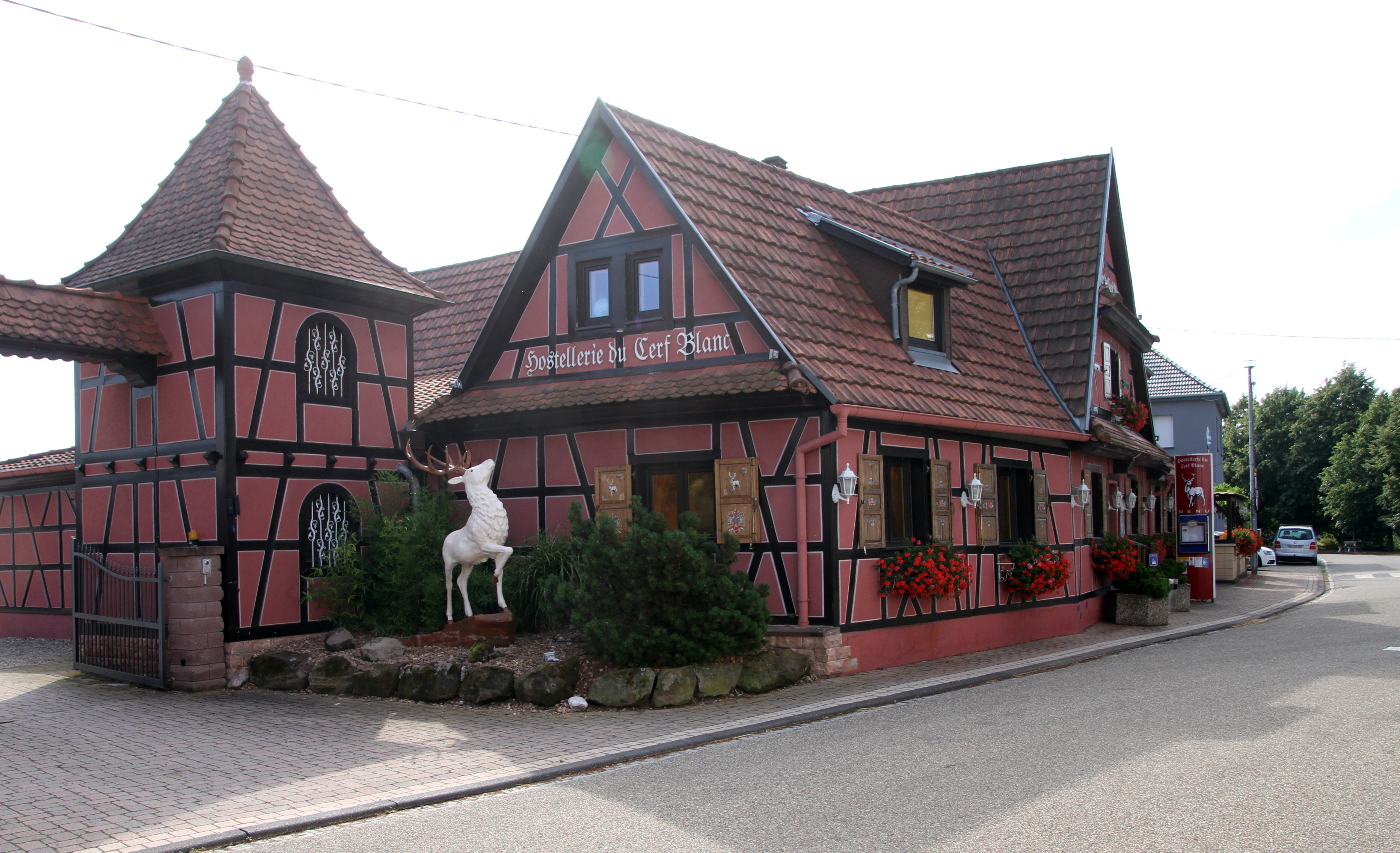
Gasthof „Weißer Hirsch“
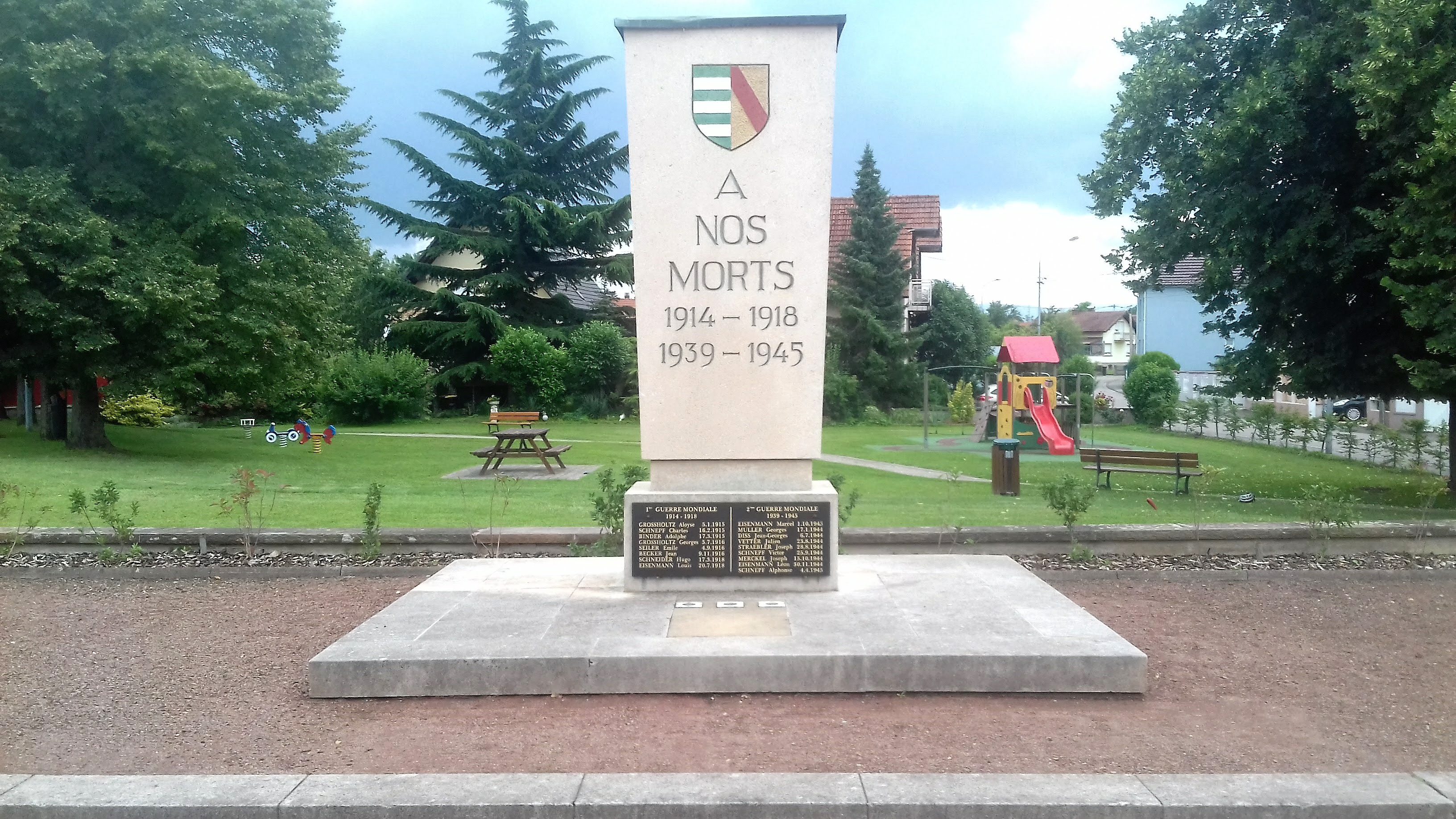
Gefallenendenkmal

## Wirtschaft und Infrastruktur
In Neuhaeusel gibt es neben drei landwirtschaftlichen Betrieben (Getreideanbau, Viehzucht) kleinere Handels- und Dienstleistungsunternehmen, darunter zwei Gastwirtschaften. Einige Bewohner pendeln in umliegende Gewerbegebiete auf der französischen (u. a. in das nahegelegene Roppenheim The Style Outlets) und auf der deutschen Seite des Rheins. Trotz sandiger und steiniger Böden ist Mais das Hauptanbauprodukt auf den Feldern um Neuhaeusel – seit den 1990er Jahren eine Monokultur im gesamten Oberrheingebiet. Hohe Erträge sind hier aber nur mit hohem Düngemittel- und vor allem mit langen Beregnungskampagnen zu erreichen.
Trotz der etwas versteckten Lage in den Rheinauen ist Neuhaeusel gut an das überregionale Verkehrsnetz angebunden. Unmittelbar nördlich des Dorfes verläuft die Schnellstraße von Baden-Baden über den Rhein zur Autoroute A 35. Diese teilweise zweistreifig ausgebaute Straße dient als Spange zwischen den parallel verlaufenden Autobahnen im Oberrheintal – der linksrheinischen mautfreien französischen A 35 und der rechtsrheinischen deutschen A5. Der nächste Bahnanschluss befindet sich im fünf Kilometer westlich gelegenen Rœschwoog an der Bahnstrecke Wörth–Strasbourg.

## Belege
1. ↑  Ortsname auf cassini.ehess.fr
2. ↑  Angaben einer öffentlich aufgestellten Infotafel
3. ↑  Gemeindeverzeichnis Deutschland 1900 – Kreis Hagenau
4. ↑  Neuhaeusel auf cassini.ehess
5. ↑  Neuhaeusel auf INSEE
6. ↑  Landwirtschaftsbetriebe auf annuaire-mairie.fr (französisch)